# Tour d'Amfíklia
La tour d'Amfíklia (en grec moderne : Πύργος Αμφίκλειας) est une tour de la fin du Moyen Âge située à Amphiclée, en Phthiotide, en Grèce centrale,,.
Amfíklia, anciennement Dadí, occupe une position stratégique étant située sur les pentes nord du mont Parnasse et au sud du Céphise béotique. La tour se trouve sur le site de l'acropole de la cité antique d'Amfíklia, aujourd'hui occupée par le cimetière de la localité moderne,.
La tour mesure 8,5 mètres sur 10,5 mètres, étant principalement construite à partir de blocs de pierre de taille de spolia provenant de l'acropole pour les six premiers rangs de maçonnerie à sa base (correspondant au rez-de-chaussée) et ensuite comme pierres d'angle,. Au total, la tour est conservée jusqu’à une hauteur d'environ 8 m. Les murs ont une épaisseur de 1,8 m à la base et une épaisseur d'environ 20 cm à chacun des deux étages supérieurs. Le premier étage est soutenu par des corniches décalées par rapport aux murs nord et sud, s'étendant du sol jusqu'à une hauteur d'environ 2,5 m.
L'entrée se trouve à une hauteur de 3 mètres du sol, au niveau du premier étage, sur la face sud de la tour, près de son coin est. La porte, ayant en partie été conservée, conserve des cavités destinées à une barre de fermeture,. Les autres façades de la tour comportent des meurtrières.